# Pietro Morando

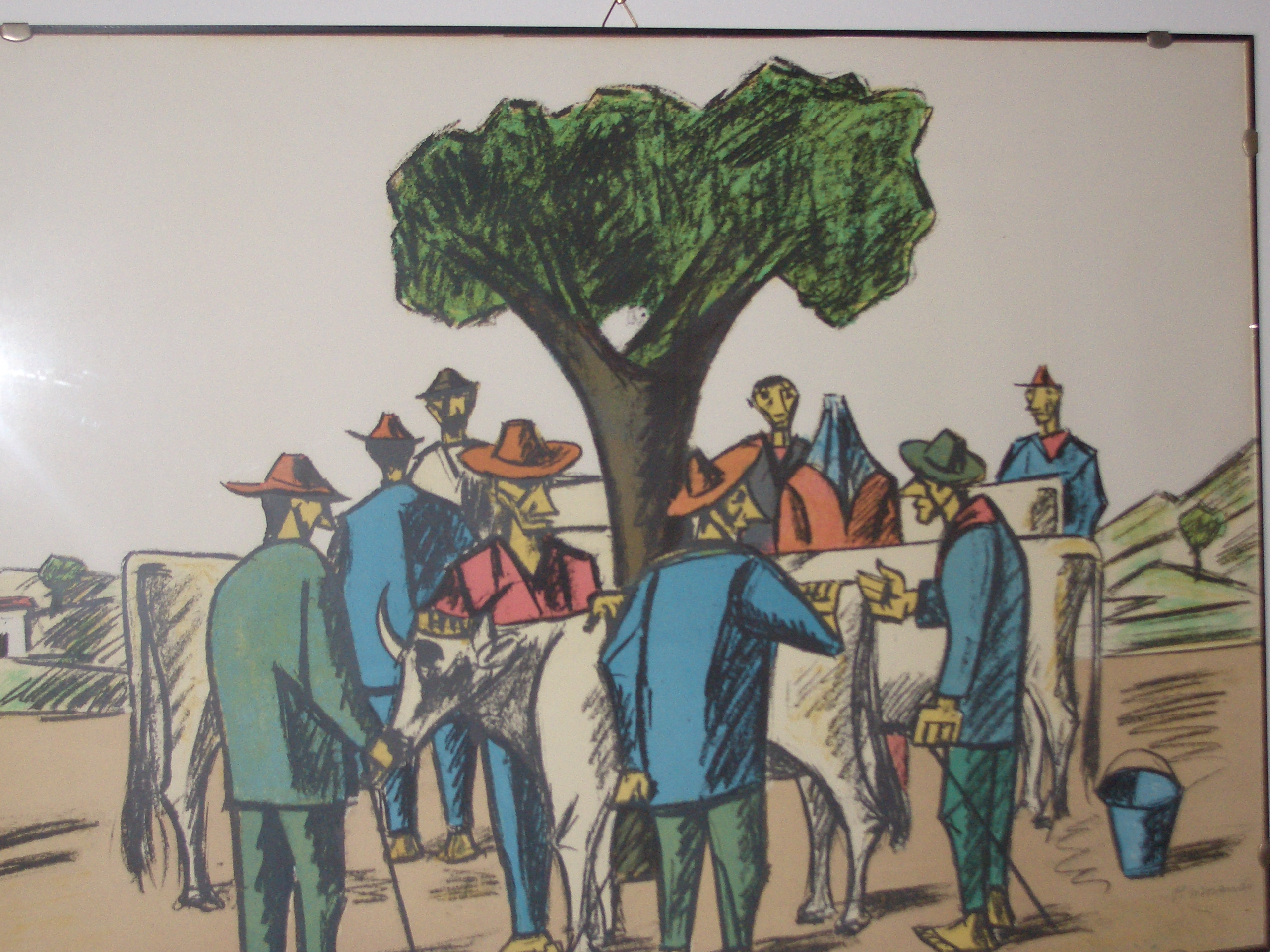
Contadini di Pietro Morando, cromolitografia (collezione privata)

Pietro Morando (Alessandria, 5 giugno 1889 – Alessandria, 24 settembre 1980) è stato un pittore italiano.

## Biografia
Nasce nel quartiere Orti di Alessandria, frequenta nella città natale le scuole superiori. Trascorre tutta la vita nella città natale effettuando lunghi viaggi in Francia e Oltreoceano. Studia saltuariamente all'Accademia Albertina di Torino; una borsa di studio (1913) gli permette di iscriversi ai corsi di pittura all'Accademia di Belle Arti di Brera a Milano.
Conosce Angelo Morbelli di cui frequenta lo studio e condivide, temporaneamente, la passione per il divisionismo.

Pietro Morando, "colpito a morte" carboncino su carta incollata su tela 35x56cm

Il suo amore per il disegno lo porterà a produrre numerosissimi lavori, anche utilizzando i miseri mezzi di fortuna che il primo conflitto mondiale gli permette. Realizza così tragici disegni di guerra (quasi un reportage) che saranno poi pubblicati nel volume "I Giganti", con la presentazione dello scultore Leonardo Bistolfi di Casale Monferrato.
Per decenni frequenta lo studio milanese di Carlo Carrà, con cui divide, oltre che l'amicizia, anche confronti e scambi culturali in materia di pittura.
Si distingue per un suo stile semplice e incisivo e dal colore intenso e i tratti decisi, con cui dà forza e vita, ma anche poesia, ai suoi soggetti, quasi sempre la povera gente, facchini e contadini, oltre agli scorci della sua città e della campagna monferrina.
Espone alla Promotrice di Torino dal 1920 e partecipa alla Quadriennale di Roma e alla Triennale di Milano. Espone alla Biennale di Venezia nel 1924, 1926, 1928, 1932, 1934, 1948, 1950, 1956. Le mostre alla promotrice degli anni cinquanta, sono realizzate assieme al più giovane alessandrino Franco Sassi, allievo di Bozzetti e grande estimatore del pittore in questione.
Opere di Morando si trovano presso il Museo storico italiano della guerra di Rovereto nonché alla pinacoteca civica di Alessandria.